# Francesco Pannofino
Francesco Pannofino (ur. 14 listopada 1958 w Pieve di Teco) – włoski aktor filmowy.

## Wybrana filmografia
- 2001: Judasz z Kariothu jako Piotr
- 2008: Pinokio – opowieść o chłopcu z drewna jako Kot